# 济宁专区
济宁专区，中华人民共和国山东省已撤销的行政区划，在今山东省南部。1953年置，专员公署驻济宁市。辖原滕县专区所属济宁市及济宁、峄县、曲阜、滋阳、凫山、邹县、薛城、滕县8县；原湖西专区所属鱼台、金乡、嘉祥3县及原属泰安专区的汶上县；由微山、昭阳、独山、南阳4湖及沿湖地区设立微山县。济宁专区辖1市、13县。
1956年，原属泰安专区的泗水县划入；调整专区辖县：
1. 撤销凫山县，并入济宁、邹县、滕县3县；
2. 撤销薛城县，并入滕县、微山2县；
3. 撤销鱼台县，并入金乡县。

1958年，原菏泽专区所属菏泽、巨野、单县、曹县、鄄城、梁山、郸城、成武（原城武县改名）8县划入。同年，调整专区辖县：
1. 撤销济宁县，并入济宁市和微山县；
2. 撤销嘉祥县，并入济宁市和金乡、郓城、巨野3县；
3. 撤销滋阳县，并入曲阜县。

调整后，济宁专区辖1市、16县。
1959年，菏泽、单县、成武、郸城、鄄城、曹县、梁山、巨野8县划归菏泽专区。专区辖1市、8县。
1960年，撤销峄县，改设枣庄市。1961年，枣庄市升地级市；恢复嘉祥县；由曲阜县析设兖州县（原滋阳县辖区）。1964年，恢复鱼台县。1965年，恢复济宁县。专区辖1市、11县。
1967年，撤销济宁专区，改置济宁地区。